# Léonce Cretin
Léonce Fernand Cretin (* 1. März 1910 in Rolle, Schweiz; † 28. August 1994 in Houtaud) war ein französischer Skilangläufer.
Cretin belegte bei den Olympischen Winterspielen 1932 in Lake Placid den 19. Platz über 18 km und bei den Olympischen Winterspielen 1936 in Garmisch-Partenkirchen den 35. Platz über 18 km und zusammen mit Robert Gindre, Fernand Mermoud und Alfred Jacomis den neunten Rang mit der Staffel. Bei den Nordischen Skiweltmeisterschaften 1935 in Vysoké Tatry errang er den 65. Platz über 18 km. In den folgenden Jahren lief er bei den Nordischen Skiweltmeisterschaften 1937 in Chamonix auf den achten Platz mit der Staffel und bei den Nordischen Skiweltmeisterschaften 1939 in Zakopane auf den 61. Platz über 18 km und auf den siebten Rang mit der Staffel.